# Francisco Javier Bosma
Francisco Javier Bosma Mínguez (Rosas, 6 de noviembre de 1969) es un deportista español que compitió en voleibol, en la modalidad de playa, haciendo pareja con Sixto Jiménez (1995–1996), Fabio Díez Steinaker (1997–2000), Antonio Cotrino Heras (2001–2002), Pablo Herrera (2003–2004) y Alex Ortiz Vargas (2005).
En total participó en tres Juegos Olímpicos de Verano, en las dos primeras ocasiones, Atlanta 1996 y Sídney 2000, quedó en el quinto lugar. En Atenas 2004, jugando con Pablo Herrera, obtuvo la medalla de plata después de perder la final contra los brasileños Emanuel Rego y Ricardo Santos. También en 2004 obtuvo el primer puesto en el torneo del Circuito Mundial disputado en Lianyungang, China.
Obtuvo dos medallas de plata en el Campeonato Europeo de Vóley Playa, en los años 1994 y 1999. Además, ganó dos veces el Campeonato de España, en 1992 y 1993
Se retiró de la competición en 2006, a los 37 años, después de pasar por varias operaciones de rodilla.

## Palmarés internacional
| Juegos Olímpicos   | Juegos Olímpicos           | Juegos Olímpicos | Juegos Olímpicos     |
| Año                | Lugar                      | Medalla          | Pareja               |
| ------------------ | -------------------------- | ---------------- | -------------------- |
| 2004               | Atenas (Grecia)            | Medalla de plata | Pablo Herrera        |
| Campeonato Europeo |                            |                  |                      |
| Año                | Lugar                      | Medalla          | Pareja               |
| 1994               | Almería (España)           | Medalla de plata | Santiago Aguilera    |
| 1999               | Palma de Mallorca (España) | Medalla de plata | Fabio Díez Steinaker |